# BlackBerry 10
BlackBerry 10 fue un sistema operativo móvil propietario, desarrollado por BlackBerry para su línea de teléfonos inteligentes BlackBerry. Está basado en QNX el cual fue adquirido por RIM, en abril de 2010. La plataforma se llamaba originalmente BBX, aunque cambió cuando a RIM se le bloqueó el uso de la marca comercial BBX después de la acción legal de BASIS International, quien también lo usa para su software.

## Interfaz de usuario
El BlackBerry 10 OS es un sistema operativo multitarea construido en el QNX Neutrino RTOS. El sistema operativo implementa la cantidad mínima de software en el espacio del núcleo y ejecuta otros procesos en el espacio de usuario. Mediante la ejecución de la mayoría de los procesos en el espacio de usuario, el BlackBerry OS 10 puede gestionar los procesos que no responden de forma aislada. Esta arquitectura crea un ambiente receptivo y seguro mediante la prevención de daños en el sistema operativo y otras aplicaciones en ejecución.

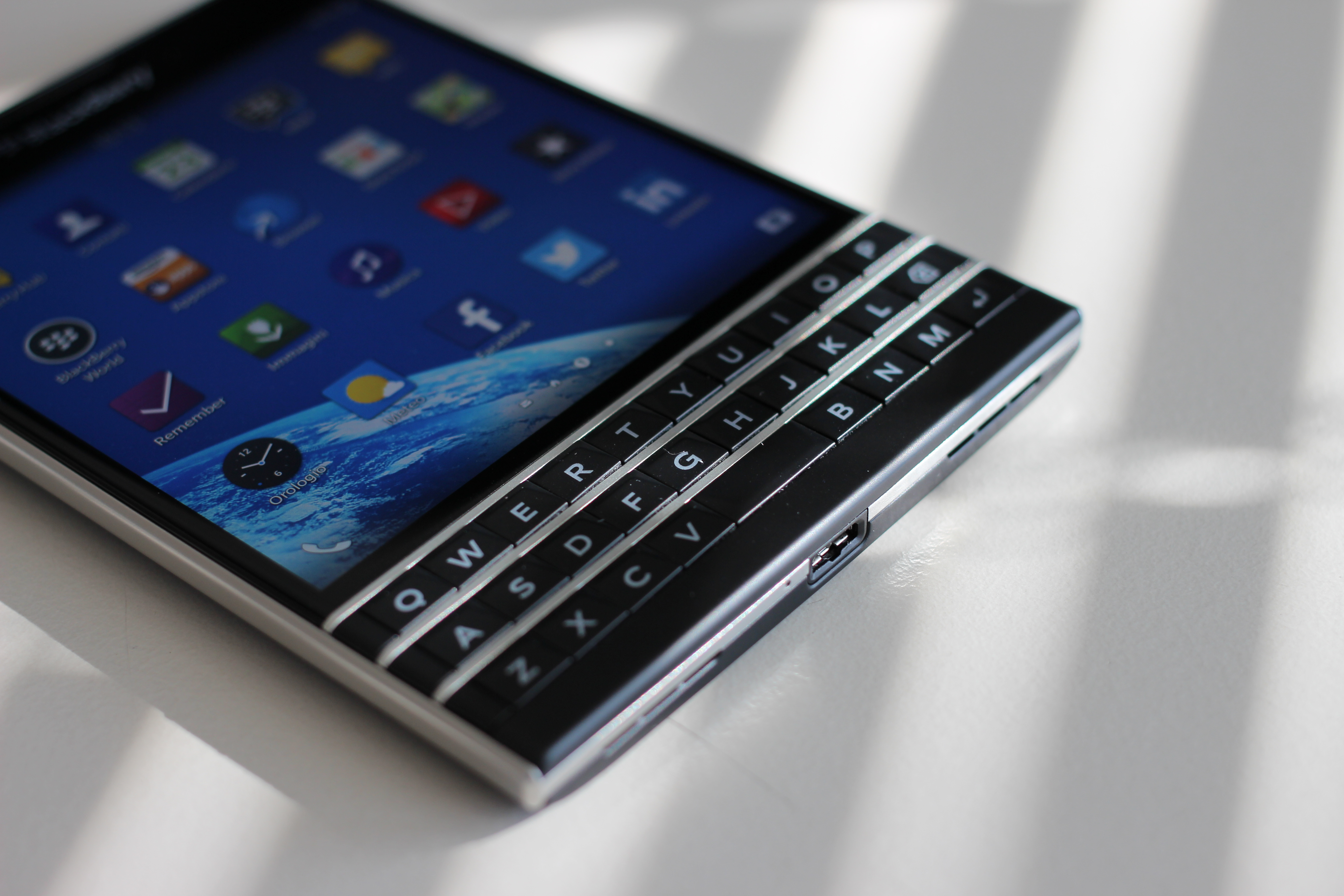

## BlackBerry 10 Dev Alpha
Se dio un prototipo en desarrollo a los programadores como parte de la conferencias BlackBerry 10 Jam en diferentes ciudades del mundo. Este prototipo está destinado a ayudar a impulsar el ecosistema previo al lanzamiento de BlackBerry 10 en el 1.er trimestre de 2013, proporcionando a los desarrolladores un dispositivo físico donde poder probar sus aplicaciones. RIM ha indicado, claramente, que esto no es de ningún modo el producto final.